# Korabl-Sputnik 5
Korabl-Sputnik 5 (tiếng Nga: Корабль-Спутник 5 có nghĩa là Tàu vũ trụ-Vệ tinh 5) hay Vostok-3KA-2, còn được phương Tây gọi là Sputnik 10, là một tàu vũ trụ được Liên Xô phóng lên quỹ đạo năm 1961, trong khuôn khổ của Chương trình vũ trụ Vostok. Đây là chuyến bay thử nghiệm cuối cùng trước khi phóng lên vũ trụ tàu đầu tiên có người lái Vostok 1. Nó mang theo một mô hình người, và chú chó Zvezdochka ("Starlet", hay  Ngôi sao nhỏ") cùng các camera truyền hình và các thiết bị khoa học.

## Bối cảnh
Tàu vũ trụ Vostok 3KA chỉ mới được phóng thử nghiệm một lần trước đó, vào ngày 9/3/1961, trong sứ mệnh Korabl-Sputnik 4, sứ mệnh đã diễn ra thành công. Trước khi sứ mệnh Korabl-Sputnik 4 diễn ra, Liên Xô đã thực hiện hai sứ mệnh vào tháng 12 năm 1960, cũng trong khuôn khổ chương trình Vostok nhưng cả hai chuyến bay đều gặp thất bại.
Chỉ vài ngày trước khi phóng tàu Korabl-Sputnik 5, một vụ tai nạn đã xảy ra trong quá trình huấn luyện phi hành gia khiến cho Valentin Bondarenko, một trong số 20 người ứng cử viên cho chuyến bay đầu tiên vào không gian thiệt mạng. Bondarenko đã bị bỏng trong buồng giàu ô xy do một ngọn lửa từ miếng cồn vệ sinh trong quá trình luyện tập, ông qua đời 16 tiếng sau đó tại bệnh viện. Tai nạn của Bondarenko đã được giữ kín cho đến năm 1986.

## Sứ mạng

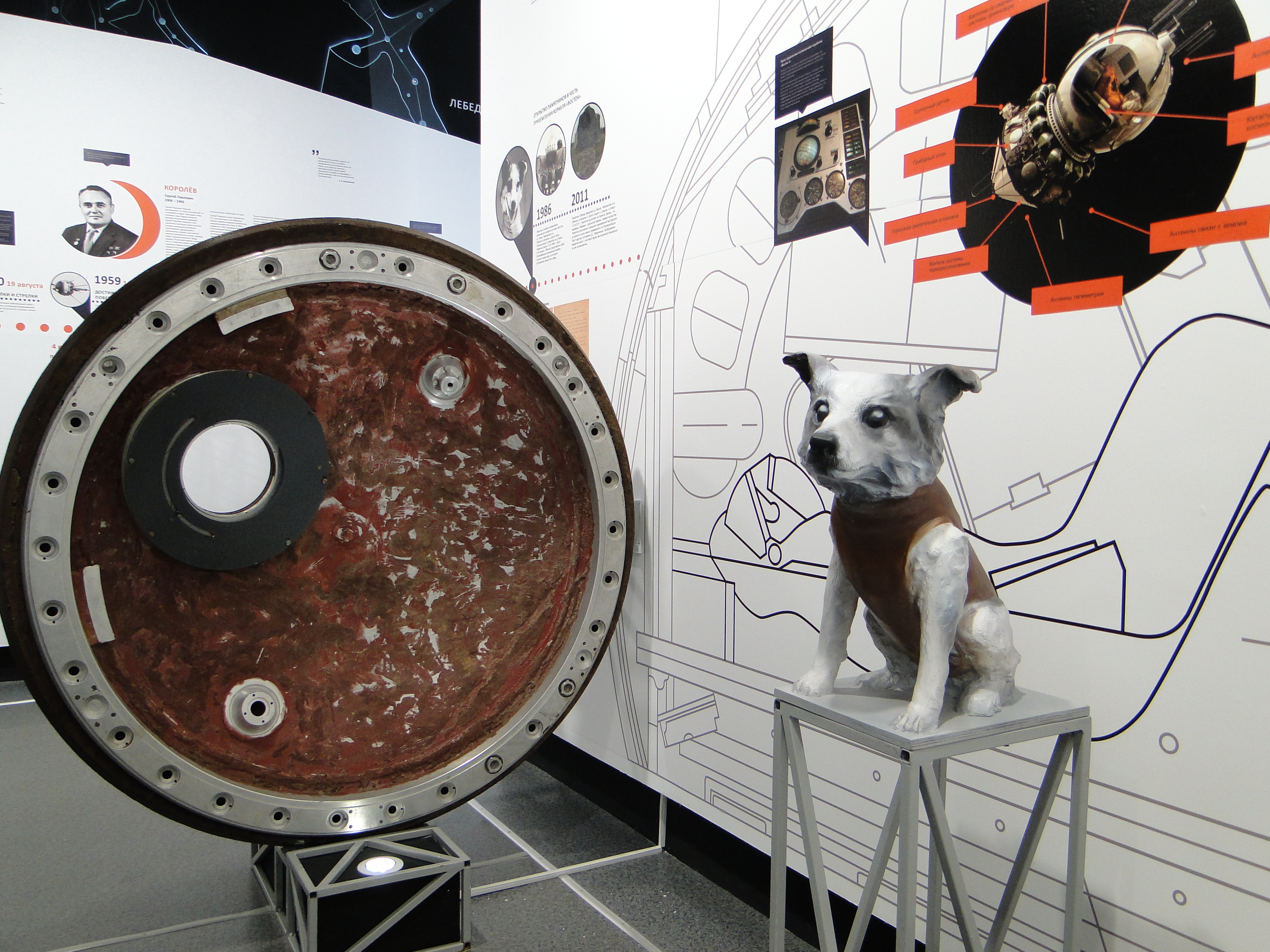
Cửa sập của tàu vũ trụ Korabl-Sputnik 5 tại bảo tàng Chaykovsky.

Korabl-Sputnik 5 được phóng lên quỹ đạo vào lúc 05:54:00 UTC ngày 25/3/1961, bằng tên lửa đẩy Vostok-K từ sân bay vũ trụ Baykonur. Tàu đã được đưa thành công lên quỹ đạo Trái đất tầm thấp. Theo kế hoạch, tàu sẽ thực hiện một vòng quỹ đạo quanh Trái đất hoàn chỉnh, sau đó sẽ rơi lại vào bầu khí quyển Trái đất ngay trên không phận của Liên Xô; tổng thời gian bay dự kiến cho sứ mệnh bay một vòng quanh quỹ đạo là 105 phút. Trong quá trình hạ thấp độ cao, ma nơ canh đã được phóng thành công ra khỏi tàu vũ trụ để thử nghiệm ghế phóng, ma nơ canh sẽ hạ cánh tách biệt với module tàu vũ trụ, tương tự như trong sứ mệnh Korabl-Sputnik 4. Korabl-Sputnik 5 hạ cánh vào lúc 07:40 UTC, Đông Bắc Izhevsk, gầy Chaykovsky, Perm Krai.

### Thử nghiệm liên lạc phi hành gia
Các nhà khoa học đưa Ma nơ canh kèm theo cuộn băng thu âm nhằm thử nghiệm hệ thống liên lạc trên tàu vũ trụ. Trong đoạn băng thu âm có một dàn hợp xướng âm nhạc và một giọng nam mô tả cách thức chế biến borscht,một loại súp của Ukraine làm từ củ dền, như thể nhà du hành vũ trụ đang chuẩn bị nó. Không thể chế biến súp trong điều kiện không trọng lực, và người Liên Xô đã đoán ra rằng "ngay cả nhân viên tình báo phương Tây cả tin nhất cũng biết rằng không thể đưa một dàn hợp xướng vào bên trong vệ tinh Korabl-Sputnik." Tuy nhiên, những thính giả không nói tiếng Nga, những người đã theo dõi đường truyền radio, ban đầu đã tin rằng thực sự có một phi hành gia đang điều khiển tàu. Phi hành gia Aleksey Arkhipovich Leonov về sau đã nhớ lại "Vì hãng thông tấn nhà nước Liên Xô, TASS không đưa ra thông báo về việc phóng vệ tinh, tin đồn đã lan truyền như đám cháy rừng rằng chính phủ Liên Xô đã dấu nhẹm vụ phóng tàu vũ trụ có người lái, và cho rằng chuyến bay đã thất bại"

### Thu hồi lại khoang tàu vũ trụ
Khu vực hạ cánh có bão tuyết khiến cho việc xác định vị trí hạ cánh chính xác của tàu vũ trụ gặp khó khăn. 24 giờ đồng hồ sau khi hạ cánh, nhóm các nhà khoa học mới tới được khu vực tàu vũ trụ rơi. Người dân trong làng đã hỗ trợ cho đội tìm kiếm bằng xe trượt tuyết do ngựa kéo. Đội cứu hộ đã báo cáo rằng tàu vũ trụ vẫn còn rất nóng, không thể chạm tay vào, dù đã bị vùi sâu trong tuyết trong 24 giờ đồng hồ.

## Di sản
Thành công của sứ mệnh Korabl-Sputnik 5 là bước khởi đầu cho việc đưa người du hành vào vũ trụ, như nhà nghiên cứu James Oberg đã nhấn mạnh:
Vostok 3KA-2 là chìa khóa mở ra cánh cửa cho chuyến bay vào vũ trụ của Gagarin— 

Sứ mệnh Vostok 1 sau đó đã đưa Yuri Gagarin lên vũ trụ vào ngày 12/4/1961, trở thành người đầu tiên bay vào vũ trụ. Sứ mệnh của Gagarin sử dụng tàu Vostok 3KA-3, gần tương tự như Vostok 3KA-2 trong sứ mệnh Korabl-Sputnik 5. Khác biệt lớn nhất giữa hai phiên bản Vostok 3KA-2 và Vostok 3KA-3 là ở phiên bản thiết kế Vostok 3KA-2, không giống như các phiên bản tàu vũ trụ vostok không người lái khác, được trang bị hệ thống tự hủy trong trường hợp tàu vũ trụ rơi xuống lãnh thổ nước ngoài.

### Đấu giá tàu vũ trụ
Module hồi quyển của tàu Vostok 3KA-2 đã được đấu giá tại sàn đấu giá Sotheby's ngày 12/4/2011, nhân kỷ niệm 50 năm chuyến bay vào vũ trụ của Gagarin trên tàu Vostok 1.